# Brunfelsia chiricaspi
Brunfelsia chiricaspi är en potatisväxtart som beskrevs av Plowman. Brunfelsia chiricaspi ingår i släktet Brunfelsia och familjen potatisväxter. Inga underarter finns listade i Catalogue of Life.